# هم‌یوغی باکتریایی
هم‌یوغی باکتریایی (به انگلیسی: Bacterial conjugation) فرایند انتقال ژنوم میان سلول‌های باکتریایی، از طریق تماس سلول به سلول یا ایجاد ارتباط پل‌مانند میان دو سلول است. هم‌یوغی هم مانند ترارسانی و تراریختی، سازوکاری از انتقال افقی ژن در فرایند انتقال ژن است با این تفاوت که انتقال ژن در ترارسانی و تراریختی، از طریق تماس مستقیم سلول به سلول صورت نمی‌گیرد.
هم‌یوغی باکتریایی اغلب معادل تولیدمثل جنسی یا جفت‌گیری در باکتری در نظر گرفته می‌شود چرا که شامل تبادل مواد ژنتیکی است. البته این انتقال مادهٔ ژنتیکی، از نوع تولیدمثل جنسی نیست چون هیچ‌گونه تبادل گامتی رخ نمی‌دهد. در فرایند هم‌یوغی، سلول دهنده، عنصر ژنتیکی هم‌یوغی‌شونده یا متحرک که اغلب، یک پلاسمید یا یک ترانسپوزون است را فراهم می‌کند.
اغلب پلاسمیدهای هم‌یوغی‌شونده دارای سیستم‌هایی هستند که از طریق آن اطمینان حاصل می‌کنند که سلول گیرنده دارای عنصر مشابه نباشد. مادهٔ ژنتیکی منتقل‌شده اغلب برای گیرنده مفید است. این مزایا شامل مقاومت به آنتی‌بیوتیک، تحمل زنوبیوتیک یا توانایی استفاده از متابولیت‌های جدید است.
چنین پلاسمیدهای سودمندی به‌عنوان همزیست‌های باکتریایی در نظر گرفته می‌شوند. عناصر دیگر، می‌توانند به عنوان انگل باکتریایی در نظر گرفته شوند که هم‌یوغی در واقع مکانیسم تکامل‌یافته‌ای برای گسترش آن‌ها است.
پدیدهٔ هم‌یوغی در سال ۱۹۴۶ توسط جاشوآ لدربرگ و ادوارد تیتوم کشف شد.

## مکانیسم

مراحل هم‌یوغی: ۱) سلول دهنده، مویک یا پیلی تولید می‌کند. ۲) پیلی به سلول گیرنده متصل شده و دو سلول را کنار هم می‌آورد. ۳) پلاسمید دو رشته‌ای جدا شده و یک دی‌ان‌ای تک‌رشته به سلول دیگر منتقل می‌شود. ۴) هر دو سلول، یک رشتهٔ مکمل سنتز کرده تا یک پلاسمید حلقوی دو رشته‌ای داشته باشند. علاوه بر این، هر دو سلول برای خود پیلی تولید کرده که با عنوان دهنده یا عامل F شناخته می‌شود.

بر اساس تصویر، پلاسمید F یک اپی‌زوم با طول حدود ۱۰۰ کیلوباز است. اپی‌زوم، در واقع پلاسمیدی است که می‌تواند با استفاده از نوترکیبی همولوگ، خود را درون کروموزوم باکتری وارد کند. پلاسمید F یک مکان آغاز همانندسازی دی‌ان‌ای (oriV) و یک مکان انتقال (oriT) دارد.
فقط یک کپی از پلاسمید F می‌تواند به‌صورت آزاد یا به صورت ادغام شده درون کروموزوم باکتری گیرنده وجود داشته باشد. باکتری‌های حامل این کپی، F+ (F positive) نامیده می‌شوند و سلول‌های فاقد این پلاسمید، F- (Fminus) نامیده شده و به‌عنوان سلول گیرنده عمل می‌کنند.
در میان اطلاعات ژنتیکی، پلاسمید F حامل دو جایگاه کروموزومی tra و trb است که روی هم رفته ۳۳ کیلوباز طول دارند و شامل ۴۰ ژن هستند. جایگاه کروموزومی tra شامل ژن pilin و ژن‌های تنظیم‌کننده است که با یکدیگر، مویک را در سطح سلول، شکل می‌دهند. همچنین این جایگاه شامل ژن‌هایی است که کدکنندهٔ پروتئین‌های متصل‌شونده به سطح باکتری‌های F- بوده و آغازکنندهٔ هم‌یوغی هستند.
بر روی مکانیسم دقیق هم‌یوغی، شک و تردید وجود دارد و به‌نظر می‌رسد که مویک‌ها ساختارهای اصلی انتقال‌دهندهٔ دی‌ان‌ای در حین هم‌یوغی نیستند و به‌نظر می‌رسد چندین پروتئین کد شده توسط جایگاه‌های ذکر شده کانال‌هایی را بین دو باکتری باز کرده و آنزیم traD که در قاعدهٔ مویک قرار دارد، ادغام دو غشای سلولی را آغاز می‌کند.

## کاربردها در مهندسی ژنتیک
هم‌یوغی، ابزار مناسبی برای انتقال مواد ژنتیکی برای اهداف مختلف است. در آزمایشگاه، انتقال موفق از باکتری‌ها به مخمر، گیاهان، سلول‌های پستانداران، و میتوکندری‌های جداشده از پستانداران، گزارش شده‌است.
هم‌یوغی دارای مزایای بیشتری نسبت به انواع دیگر انتقال مواد ژنتیکی است از جمله این‌که باعث ایجاد حداقل اختلال در پوشش غشای سلولی هدف شده و امکان انتقال مقادیر نسبتاً زیادی از مواد ژنتیکی را دارد. در مهندسی گیاهی، عناصر هم‌یوغی شبه آگروباکتریوم، مکمل سایر سیستم‌های انتقال دهنده استاندارد مانند ویروس موزائیک تنباکو است. در حالی‌که این ویروس، قادر به آلوده کردن بسیاری از خانواده‌های گیاهی دولپه‌ای علفی است، هم یوغی شبه‌آگروباکتریوم قادر به آلوده کردن گیاهان دولپه‌ای و تک‌لپه‌ای است.